# Кучма (чуприна)
Кучма — висока копиця (про волосся); скуйовджене волосся.
Синоніми: патли, чуприна, чупринка, пелехи, кудли, кустра.
Кучмою також називають високу баранячу шапку (така назва походить з угорської мови, де слово «кучма» («kucsma») так і означає — «хутряна шапка»).
Є також вислів «дати кучму» — дати прочухана.